# Stor-Bastutjärnen
Stor-Bastutjärnen är en sjö i Krokoms kommun i Jämtland och ingår i Indalsälvens huvudavrinningsområde. Sjön har en area på 0,128 kvadratkilometer och ligger 456,8 meter över havet.

## Delavrinningsområde
Stor-Bastutjärnen ingår i det delavrinningsområde (708317-142177) som SMHI kallar för Utloppet av Stor-Djupvattnet. Medelhöjden är 524 meter över havet och ytan är 28,11 kvadratkilometer. Räknas de 6 avrinningsområdena uppströms in blir den ackumulerade arean 71,23 kvadratkilometer. Skärvångsån (Djupvattsån) som avvattnar avrinningsområdet har biflödesordning 3, vilket innebär att vattnet flödar genom totalt 3 vattendrag innan det når havet efter 297 kilometer. Avrinningsområdet består mestadels av skog (66 procent) och sankmarker (17 procent). Avrinningsområdet har 2,25 kvadratkilometer vattenytor vilket ger det en sjöprocent på 8 procent.